# 函数依赖
在关系数据库理论中，函数依赖（functional dependency）是数据库的关系的两个属性集合之间的一种约束。给定关系R，R上的属性集X是函数确定（functionally determine）R上的另一个属性集Y，(记作 X → Y)，当且仅当R上的每一个X值精确地关联R上的一个Y值；因而R被说成满足函数依赖X → Y。等价的说，投影 {\displaystyle \Pi _{X,Y}R}是一个函数，即Y是X的函数。简单说，如果属性集X的值是已知的（记作x），那么属性集Y的对应于x的值可以查表（R中任何包含x的元组）确定。一个函数依赖FD: X → Y是平凡的，如果Y是X的子集。
函数依赖在数据库设计中的重要用途是海斯定理（Heath's theorem）：属性集U上的关系R满足函数依赖X → Y，那么可以无损分解为两个关系： {\displaystyle \Pi _{XY}(R)\bowtie \Pi _{XZ}(R)=R}其中Z = U − XY是剩余的属性。  
函数依赖的逻辑蕴涵被定义为：函数依赖的集合{\displaystyle \Sigma }逻辑蕴涵另一个函数依赖集合{\displaystyle \Gamma }，如果任何关系R满足{\displaystyle \Sigma }中的所有依赖也满足{\displaystyle \Gamma }中的所有依赖；记作{\displaystyle \Sigma \models \Gamma }。函数依赖的逻辑蕴涵拥有可靠且完备的有限公理系统，称作阿姆斯特朗公理系统（Armstrong's axioms）。